# لری جنوبی
لری جنوبی (به لری: لُری دومِنی، لُری هیرونی) نام دسته‌ای از گویش‌های زبان لری است. دانشنامه ایرانیکا، فهرست لینگوییست و اتنولوگ گویش‌های زبان لری را به دو شاخه لری شمالی و جنوبی تقسیم کرده‌اند. گویش‌های لری با تفاوت‌های کم و بیش از هم سخن گفته می‌شوند. دانشنامه ایرانیکا زبان لری را به دو دسته کلی لری شمالی و لری جنوبی تقسیم کرده است. از سوی دیگر فهرست لینگوییست لری را به سه دسته شمالی، بختیاری و لری جنوبی (بویر احمدی، بهمئی، طیبی و… دسته‌بندی کرده است. زبان لری در عین شباهت با کردی و فارسی، زبانی مستقل از دسته زبان‌های ایرانی ست که متشکل از سه گونه عمدهٔ لری شمالی، بختیاری و جنوبی می‌باشد.
گویش‌های جنوبی زبان لری بخصوص لری بویراحمدی دارای تفاوت های صرفی و نحوی در افعال، ضمایر، حروف اضافه و حتی گرامر با کردی و فارسی است. برای مثال علامت جمع در لری عمدتا به سه گونهٔ «ئل، یل و گل» است که در فارسی معیار وجود ندارد. حروف اضافه همچنین متفاوت است برای مثال: سی ← برای، نه ←را، وه ← از/به و… که متفاوت از کردی و فارسی‌اند. همچنین بسیاری از واژگان لری که تنها در زبان لری وجود دارند که در کردی و فارسی نیست.
لری جنوبی و لری بختیاری ۸۶ درصد به هم شباهت دارند. از جمله تفاوت های لری جنوبی و بختیاری می‌توان به موارد زیاد اشاره کرد:
1. در گونه لری بختیاری ضمیر متصل سوم شخص مفرد و جمع که در فارسی"ش" است به صورت "س" تلفظ می‌شوند. مانند: بؤوخشش (اونو ببخش): بؤوخشس/ خوش (خودش): خوس. در لری جنوبی، "ش" همان "ش" تلفظ می‌شود.
2. تلفظ متفاوت و تفاوت در برخی واژگان؛ برای مثال در لری بختیاری به مادر «دا»، ولی در لری جنوبی «دِی» یا «دای» گفته می‌شود.

## جغرافیا
لری جنوبی در استان‌های کهگیلویه و بویراحمد، فارس (شهرستان‌های شیراز، مرودشت، کوهچنار، کامفیروز، چنارشیجون، قائمیه، اقلید، سپیدان، رستم، کازرون، نورآباد ممسنی، دشمن زیاری، خشت و کنار تخته، کمارج، گچساران) و بوشهر (شهرستان‌های دیلم، گناوه و دشتستان) بیشترین گویش‌ور را دارد.
لری جنوبی در پنج استان عمده رواج دارد:
1. کهگیلویه و بویراحمد: تمامی شهرستانها
2. خوزستان: شهرستان‌های جنوب شرقی استان؛ از جمله شهرستانهای: بهبهان، امیدیه، رامهرمز، باغملک، هندیجان، ماهشهر، رامشیر.
3. فارس: عمدتا در شهرستان‌های ممسنی، رستم، بخشی از سپیدان، کازرون.
4. بوشهر: شهرستانهای: دیلم، گناوه و دشتستان
5. چهارمحال و بختیاری: لردگان (در روستاها و شهرهای جنوبی شهرستان)

## اصطلاحات
- وخۆگرۆتن:به خودگرفتن:اعتراف کردن vakhỏ gerỏtan
- آمخته وابیدن:عادت کردن، آموخته شدن Amokhta vabiyan
- بونگ کردن:صدازدن bong
- ورفراهسن:یهو از خواب پریدن varfrahesan
- چاکسن: چاک خوردن chakesan
- ترزسن: سوختن terzesan
- بُل کردن: بال کردن، پریدن bol
- دک زدن: درنگ کردن dok
- تک کردن: چکیدن tok kerdan
- پق کردن: اخم کردن pogh
- سیل کردن: نگاه کردن seyl
- شی کردن: شوی کردن، شوهر کردن shi
- بسی کردن: فرستادن bsi
- بهر کردن:تقسیم کردن bahr
- رو کردن:حرکت کردن (رو کن:حرکت کن)row
- تنگسن :tengesan پرتاب شدن
- ور کردن: به تن کردن- پوشیدن var kerdan
- ور دادن: انداختن ver dayan
- تر دادن: غلتاندن ter
- وتاسه رفتن: به تاسه رفتن: از نفس افتادن در اثر گریه یا خنده زیادtaasah
- واداشتن: نگه داشتن vadashtan
- جر کردن: دعوا کردنjar
- رمسن/رمبسن:فروریختن rombesan/remesan
- نشسن سرکرپا:نشستن روی دوپاsar krapaa
- سک زین: سیخونک زدن sok zayan
- لک زین: چرت زدن lek zayan
- داسون گرتن: بدی کسی را پشت سرش گفتن و دادخواهی از او نزد دیگران (داسون در اصل دادستاندن است)daasoon
- رنجه رنجه کردن:ریزریز کردن renja renja
- شفت دادن: سخن را به درازا کشاندن Sheft
- غمه زدن: غمبه زدن-غرولند کردن ghoma
- غل زدن: غل غل کردن- جوشیدن ghel
- کمخزه کردن: خزیدن بچه نوزاد روی شکم komkheza
- چنگ پل کردن:راه رفتن نوزاد روی دو دست و دو زانو Changa pol
- لت و لو خوردن: تلوتلو خوردن lat low
- خنج زین: چنگ زدن khenj
- بنا کردن: آغاز کردن bena kerdan
- مَلݳ کردن: شنا کردن mala kerdan
- مندیر بیدن:منتظر بودن bandir biyan
- آخون کردن: خرمن کردن Akhoon
- تش برکردن: آتش برکردن tash bor kerdan
- تنگ کردن: محکم بستن چیزی مانند بار خر Teng
- (پشک دادن): ریختن و پخش کردن چیزی مانند آب Peshk dayan
- یه پاره: بعضی

## افعال
- وَریساۮَن: پا شدن-: پاشو varisaḓan
- جکسن:دویدن:جیکسم-جیکسی-جیکس-جیکسیم-جیکسیت-جیکسن jekesan
- جݵسن:دویدن jesan
- واداشتن:نگهداشتن (وادار:نگه دار)vadashtan
- خُوسیۮَن: خسبیدن، خوابیدن khowsiḋan
- اِسَیَن:گرفتن (بسون:بگیر)Esayan
- وابین (وابیدن): شدن- وابید-> وابود-> (شد) Vabiyan
- ورچردن: بالا رفتن از چیزی مانند صخره با چنگ و پا varchardan
- ورموتسن: پلاسیده شدن varmootesan
- پروسن (پروستن):پرورش یافتن (به منظور بیان اینکه چیزی مانند ترشی خوب جا افتاده و به عمل آمده به کار می‌رود)parvestan
- ورریچسن:از هم باز شدن و پخش وپلا شدن یک مجموعه (ورریچنادن تلویزیون: باز کردن و جداکردن قطعات تلویزیون)varichesan
- دلسن:نشت کردن و بیرون رفتن شیره یا آب چیزی Dalesan
- واپلادن (واپلاییدن): آب چیزی را گرفتن Vapladan
- وراشکنادن: یک باره از جا پریدن و فرار کردن Varoshkanadan
- پشکسن: پخش و پلا شدن Peshkesan

افعال ماضی یا مضارع استمراری که با اضافه کردن «می» به ریشه فعل در فارسی ساخته می‌شود در لری بویراحمدی با اضافه کردن «ای» ساخته می‌شود:
- می‌رم: ایرم
- می‌رفتم: ایرݴتُم
- می‌پزم: ایپزُم
- می‌پختم: ایپۆتم
- می‌رفتند:ایرݴتن

بعضی کلمات مانند توانست و دانست به این صورت نبوده و با اضافه شدن (ست) به قسمت اصلی فعل مضارع ساخته می‌شوند. در لری بیشتر افعال گذشته با اضافه شدن این یکی (ست) ساخته می‌شوند مانند:
- کندس: کندست، کنده شد
- پێرس: پَرست، پرید
- بۆرس: بُرست، برید (از نفس افتاد)
- خندس: خندید
- درس: دریده شد
- گریوس: گریه کرد
- جِکِس: دوس، دوید
- چسپس: چسپید
- خارس: خارید
- جمبس: جمبید

ماضی نقلی در این گویش با اضافه شدن (اِ) به ماضی ساده ساخته می‌شود که در نوشتن به (ه) تبدیل می‌شود مانند:
- رݴتمه=رفته‌ام
- گۆتیه: گفته‌ای
- بردیمه:برده‌ایم
- گۆتیته: گفته‌اید
- گۆتیه: گفته‌ای
- ورگشتمه:برگشته ام
- اشنفتمه: شنفته ام، شنیده‌ام
- کردمه-کردیه- کرده-کردیمه- کردیته-کردنه:کرده‌ام-کرده‌ای- کرده -کرده‌ایم- کرده‌اید-کرده‌اند

## علامت جمع
علامت جمع در این زبان «اَل» می‌باشد. مثال:

کتابَل (کتابها)، ماشینَل (ماشینها)، کُرَل (پسرها)
- برای ضمایر اول شخص و دوم شخض به صورت «نَل» به کار می‌رود. مثال:

ایمانل (ماها)، ایشانل (شماها)
- برای ضمایر سوم شخص به صورت «گَل» به کار می‌رود. مثال:

اینگل (اینها)، اونگل (اونها)
- برای کلماتی که آخر آن‌ها صدا دار باشد «یَل» به کار می‌رود. مثال:

شاخَیَل (شاخه‌ها)، بچیل (بچه‌ها)

کلمه گله از همین ریشه گرفته شده است.

## حروف اضافه
حروف اضافه‌ای که در لری به کار می‌روند با معادل فارسی خود تفاوت دارند. در زیر چند نمونه از این حروف اضافه را می‌بینیم:
- وه(va): به، از

مثال: ایخی بری وه کوچو؟ (می‌خواهی بری به کجا؟). وه کوچو اومِی؟ (از کجا آمدی؟)
- نه(na) / اَ(a): را

نکته: «نه» بعد از کلماتی که آخرشان صدا دار باشد استفاده می‌شود

مثال: تونَه دوس دارُم (تورا دوس دارم). کتابَه بۮه (کتاب را بده). جیجَه‌نه غذا وَش بۮه (جوجه را بهش غذا بده)
- سی(si): برای، واسه

مثال: بیو سی مو کار کو (بیا برای من کار کن). سیچه ایگریوی؟ (برای چه گریه می‌کنی؟)

## پسوند "ین
این پسوند به آخر برخی کلمات اضافه می‌شود و نشان دهنده زیاد بودن آن در فرد یا چیزیست که به آن نسبت داده شده است.

مثال:
- لونجین (لونج + ین): کسی که لب‌های بزرگ و برآمده داشته باشد. لونج به معنی لب می‌باشد.
- پقین (پق + ین): اخمو، کسی که زیاد اخم می‌کند. پُق به معنی اخم می‌باشد. پُق کردن: اخم کردن
- کمین (کم + ین): شکمو، کسی که زیاد غذا می‌خورد. کُم: شکم
- مُل ملین (مُل مل + ین): پر مو. مُل: مو

## ضمایر ملکی
- اُم-اِت -اِش- مون- تون- شون نمونه: کتابُم- کتابِت- کتابِش- کتابمون- کتابتون- کتابشون

البته «ن» آخر ضمایر در زبان گفتاری اکثراً گفته نمی‌شود

## ضمایر شخصی
- مو- تو- وو- ایما- ایشا- اونگل

مثال:
- «ایما رݴتیم وه هونه»: ما رفتیم خونه
- «ای هونه مال مویه»: این خانه مال منه

## جمله‌ها
- لری جنوبی یکی وه شاخه یَل زؤن لریه: لری جنوبی یکی از شاخه‌های زبان لری است.
- وَریس بِرَه درستَه بخو: پاشو برو درست را بخون
- یُنه سی ایشا اݵسَمِه: این رو برای شما خریده‌ام.

## نمونه‌ای از ضرب‌المثل‌ها
- داری که خل وابی دَ راس وانیبو (درختی که خم شد دیگه راست نمیشه) در مورد آدمی که رذایل اخلاقی نهادینه شده‌ای دارد به کار می‌رود
- گلو دسش وَه پِݶ نیرسه ایگه ترشه (گربه دستش به پی نمی‌رسه میگه ترشه) موقعی گفته می‌شود که فردی توانایی انجام کاری را نداشته باشد و با بهانه‌هایی سعی در انکار آن داشته باشد.
- خر همو خره جلش عوض وابیه (خر همون خره پالونش عوض شده) موقعی گفته می‌شود که فردی در ظاهری جدید فخر فروشی کند
- آردشه بݶته آربیزشه ور کشیۮه (آردشو بیخته و الکشو آویخته) در مورد کسی که از کاری برای همیشه دست می‌کشد و دیگر مسئولیتی را نمی‌پذیرد گفته می‌شود
- دوست داروم نه بهزه خوم (دوستت دارم نه بهتر از خودم) زمانی گفته می‌شود که یکی از دو دوست بخواهد چیزی را با دوستش تقسیم کند و تمایل دارد قسمت بهتر برای خودش باشد.